# Parmotrema ciliiferum
Parmotrema ciliiferum är en lavart som beskrevs av Hale. Parmotrema ciliiferum ingår i släktet Parmotrema och familjen Parmeliaceae.   Inga underarter finns listade i Catalogue of Life.